# Polypedates taeniatus
Polypedates taeniatus é uma espécie de anfíbio da família Rhacophoridae.
Pode ser encontrada nos seguintes países: Bangladesh, Índia, Nepal e possivelmente em Butão.
Os seus habitats naturais são: florestas secas tropicais ou subtropicais, matagal húmido tropical ou subtropical, marismas de água doce e marismas intermitentes de água doce.
Está ameaçada por perda de habitat.